# كيرافا

موقع كيرافا.

شعار كيرافا

كيرافا (بالفنلندية: Kerava ؛ بالسويدية: Kervo) مدينة فنلندية تقع جنوب البلاد.
وهي جزء من إقليم أوسيما. يبلغ عديد قاطنيها 33.963 ساكن ، و يغطي نطاقها البلدي مساحة 30.79 كم² منها 0.17 كم² من المياه. وتبلغ الكثافة السكانية 1،109.18 نسمة\كم². و هي بلدية أحادية اللغة و هي الفنلندية.

## مشاريع أخرى
- مدينة كيرافا – الموقع الرسمي
- صور الأقمار الصناعية لكيرافا

## توأمة
لكيرافا اتفاقيات توأمة مع كل من:
- كايلا (مدينة) (26 مايو 2012 - )[12]
- كريستيانساند
- Arumeru District [الإنجليزية]‏ [12]
- آشرسليبن (18 سبتمبر 2010 - )
- يورينغ
- أوغره
- رايكيانسبير
- Solt [الإنجليزية]‏ منذ (2003 - )
- Trollhättan Municipality [الإنجليزية]‏
- فلاديمير
- Hjørring Municipality [الإنجليزية]‏

## أعلام
- يوكا رايتالا
- صامويل هانبا
- فاينو بريمر